# 陈洪谟
陈洪谟（1474年—1555年），字宗禹，自號高吾子，湖广武陵縣人，明朝政治人物。弘治丙辰進士。嘉靖年間官至兵部侍郎。

## 生平
弘治八年（1495年）乙卯科湖廣鄉試第八十三名舉人。弘治九年（1496年）丙辰科进士，授刑部主事。正德五年（1510年）任福建漳州府知府，有惠政。正德九年（1514年）二月升江西布政司右参政，十一年七月升貴州按察使，复除雲南按察使，十六年（1521年）十二月升山东左布政使，尋致仕归。
嘉靖二年（1523年）九月起复江西左布政，三年九月升都察院右副都御史、巡抚江西，重建滕王閣，六年六月被劾致仕。八年六月起为兵部右侍郎，十年二月升左侍郎，與桂萼不和。十年（1531年）七月因兵部失火，被令致仕归。
乡居高吾山下，筑静芳亭，自号高吾子。年八十二卒。

## 著作
陈洪谟工诗，音节谐畅，有《静芳亭摘稿》八卷。
另有《繼世紀聞》六卷及《治世餘聞》八卷。

## 家族
曾祖陈维新，祖陈镛，卫经历；父陈良，闽县教谕。母王氏。具庆下。兄洪猷。弟洪範、洪道、洪宪、洪表。
有孫陳思育，嘉靖進士。